# Sjcharaglaciären
Sjcharaglaciären (georgiska: შხარის მყინვარი, Sjcharis mqinvari) är en glaciär i nordvästra Georgien, i regionen Megrelien-Övre Svanetien.